# USS Requin (SS-481)
USS Requin (SS-481/SSR-481/AGSS-481/IXSS-481)  là một  tàu ngầm lớp Tench được Hải quân Hoa Kỳ chế tạo vào giai đoạn cuối Chiến tranh Thế giới thứ hai. Nó là chiếc tàu chiến duy nhất của Hải quân Hoa Kỳ được đặt cái tên này, theo tên tiếng Pháp của cá mập. Nhập biên chế năm 1945, nó hoàn tất quá trễ để có thể phục vụ trong Thế Chiến II, nhưng đã phục vụ trong giai đoạn Chiến tranh Lạnh và lần lượt được cải biến thành tàu ngầm cột mốc radar với ký hiệu lườn SSR-481 năm 1948, tàu ngầm tấn công với ký hiệu lườn SS-481 năm 1959, tàu ngầm phụ trợ với ký hiệu lườn AGSS-481 năm 1968, và cuối cùng như một tàu ngầm tiện ích không phân loại với ký hiệu lườn IXSS-481 năm 1971. Sau khi xuất biên chế năm 1968 và xóa đăng bạ năm 1971, Requin trở thành một tàu bảo tàng tại Tampa từ năm 1972 đến năm 1986, và từ năm 1990 là một tàu bảo tàng tại Trung tâm Khoa học Carnegie, Pittsburgh, Pennsylvania.

## Thiết kế và chế tạo

### Thiết kế
Lớp tàu ngầm Tench là sự cải tiến tiếp theo của các lớp tàu ngầm hạm đội   Balao và   Gato, vốn đã chứng minh thành công trong hoạt động chống Nhật Bản tại Mặt trận Thái Bình Dương. Lớp tàu này, tích lũy những kinh nghiệm trong giai đoạn đầu của cuộc xung đột, là lớp tàu ngầm cuối cùng được Hải quân Hoa Kỳ chế tạo trong chiến tranh.
Những chiếc lớp Tench có chiều dài 311 ft 9 in (95,02 m), mạn tàu rộng 27 ft 4 in (8,33 m) và mớn nước tối đa 17 ft (5,2 m), có trọng lượng choán nước 1.570 tấn Anh (1.600 t) khi nổi và 2.414 tấn Anh (2.453 t) khi lặn. Chúng trang bị bốn động cơ diesel Fairbanks-Morse 38D8-⅛ 10-xy lanh chuyển động đối xứng, dẫn động máy phát điện để cung cấp điện năng cho hai động cơ điện, đạt được công suất 5.400 shp (4.000 kW) cho phép di chuyển với tốc độ tối đa 20,25 hải lý trên giờ (37,50 km/h) khi nổi. Khi hoạt động ngầm dưới nước, chúng được cung cấp điện từ hai dàn ắc-quy Sargo 126-cell để vận hành hai động cơ điện Elliott lõi kép tốc độ chậm, có công suất 2.740 shp (2.040 kW) và đạt tốc độ tối đa 8,75 kn (16,21 km/h). Tầm xa hoạt động là 16.000 hải lý (30.000 km) khi đi trên mặt nước ở tốc độ 10 kn (19 km/h) và có thể hoạt động kéo dài đến 75 ngày; tuy nhiên khả năng hoạt động ngầm bị giới hạn bởi dung lượng điện ắc-quy, sẽ cạn trong 48 giờ khi di chuyển với tốc độ 2 kn (3,7 km/h). Chiếc tàu ngầm mang theo tiếp liệu đủ cho mười sĩ quan và 71 thủy thủ trong 75 ngày.
Lớp Tench được trang bị mười ống phóng ngư lôi 21 in (530 mm), gồm sáu ống trước mũi và bốn ống phía đuôi tàu, và mang theo tổng cộng 28 quả ngư lôi. Vũ khí trên boong tàu gồm một hải pháo 5 inch/25 caliber, một khẩu pháo phòng không Bofors 40 mm nòng đơn và một khẩu đội Oerlikon 20 mm nòng đôi, kèm theo hai súng máy .50 caliber.

### Chế tạo
Requin được đặt lườn tại Xưởng hải quân Portsmouth ở Kittery, Maine vào ngày 24 tháng 8, 1944. Nó được hạ thủy vào ngày 1 tháng 1, 1945, được đỡ đầu bởi bà Slade D. Cutter, và được cho nhập biên chế cùng Hải quân Hoa Kỳ vào ngày 28 tháng 4, 1945 dưới quyền chỉ huy của Hạm trưởng, Trung tá Hải quân Slade D. Cutter.

## Lịch sử hoạt động

### 1945 - 1959
Sau khi hoàn tất việc chạy thử máy tại vùng biển ngoài khơi New England, Requin khởi hành từ Portsmouth vào ngày 3 tháng 6, 1945 để đi sang quần đảo Hawaii. Nó gia nhập Hạm đội Thái Bình Dương tại Balboa, Panama vào ngày 13 tháng 7, và đi đến Trân Châu Cảng vào cuối tháng 7. Tuy nhiên chỉ hai tuần sau đó, ba ngày trước khi chiếc tàu ngầm dự định khởi hành cho chuyến tuần tra đầu tiên trong chiến tranh, cuộc xung đột chấm dứt khi Nhật Bản chấp nhận đầu hàng vào ngày 15 tháng 8. Requin vì vậy được lệnh quay trở lại khu vực Đại Tây Dương.
Về đến đảo Staten, New York vào ngày 18 tháng 9, Requin phục vụ như mục tiêu thực hành cho các tàu huấn luyện luyện sonar. Nó lên đường vào ngày 6 tháng 1, 1946 để đi sang Key West, Florida, nơi nó gia nhập Hải đội Tàu ngầm 4. Trong giai đoạn từ tháng 8 đến tháng 11, nó vào ụ tàu của Xưởng hải quân Portsmouth ở Kittery, Maine để được cải biến thành một tàu ngầm cột mốc radar trong khuôn khổ Dự án Migraine I. Bốn ống phóng ngư lôi phía đuôi tàu được tháo dỡ, cùng với các hải pháo và pháo phòng không trên boong tàu, đồng thời hai ống phóng phía mũi tàu cũng bị vô hiệu hóa. Chiếc tàu ngầm chỉ còn mang theo mười quả ngư lôi. Đến tháng 10, 1946, Trung tá Hải quân George L. Street III, người từng được tặng thưởng Huân chương Danh dự, tiếp nhận quyền chỉ huy Requin.

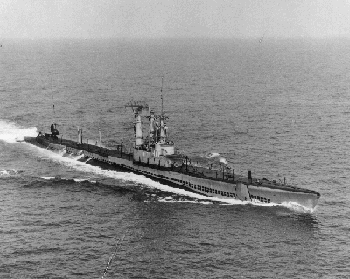
USS Requin vào khoảng năm 1946

Rời xưởng tàu sau hoàn tất việc cải biến, Requin tiếp tục hoạt động tại khu vực Tây Đại Tây Dương, và đến mùa Thu năm 1947 đã di chuyển lên phía Bắc để thực hành cùng với tàu ngầm cột mốc radar chị em Spinax (SS-489), và đã băng qua vòng Bắc Cực vào ngày 13 tháng 11. Sau khi được xếp lại lớp như một tàu ngầm cột mốc radar và mang ký hiệu lườn mới SSR-481 vào ngày 20 tháng 1, 1948, nó tiếp tục được cải biến theo cấu hình cột mốc radar Migraine II tại Xưởng hải quân Portsmouth. Rời xưởng tàu vào tháng 12 sau khi hoàn tất công việc, chiếc tàu ngầm đi đến Căn cứ Tàu ngầm Hải quân tại New London, Connecticut để phục vụ cùng Hải đội Tàu ngầm 8.
Vào tháng 5, 1949, Requin khởi hành cho chuyến đi vượt Đại Tây Dương đầu tiên để phục vụ cùng Đệ Lục hạm đội. Đi đến Gibraltar vào ngày 14 tháng 5, nó đã hoạt động tại vùng biển Địa Trung Hải cho đến khi quay trở về New London vào ngày 30 tháng 6. Không lâu sau đó nó được điều đến Norfolk, Virginia để phục vụ cùng Hải đội Tàu ngầm 6. Cho đến mùa Xuân năm 1950, nó tiếp tục hoạt động tại khu vực Tây Đại Tây Dương, trải dài từ Nova Scotia cho đến quần đảo Tây Ấn, và có một lượt đại tu trong mùa Hè. Chiếc tàu ngầm lại có một lượt phục vụ cùng Đệ Lục hạm đội tại Địa Trung Hải từ giữa tháng 1 đến giữa tháng 5, 1951, và khi quay trở về đã tiếp tục hoạt động dọc vùng bờ Đông và vùng biển Caribe. Nó lại đi sang vùng biển Châu Âu vào tháng 8, 1952, viếng thăm Anh Quốc trong tháng 9, rồi đi đến Gibraltar vào tháng 10 để lại phục vụ cùng Đệ Lục hạm đội trong Địa Trung Hải.
Khi quay trở về Hoa Kỳ, Requin tiếp tục hoạt động huấn luyện và tập trận thường lệ trong thành phần Đệ Nhị hạm đội tại vùng bờ Đông. Đến cuối năm 1953, nó đi vào Xưởng hải quân Philadelphia ở Philadelphia, Pennsylvania cho một đợt đại tu và hiện đại hóa, bao gồm việc tháo dỡ khẩu pháo phòng không sau cùng. Chiếc tàu ngầm lên đường vào ngày 2 tháng 5, 1955 cho lượt phục vụ tiếp theo tại Địa Trung Hải, rồi quay trở về Norfolk vào cuối tháng 7. Nó tiếp tục hoạt động dọc theo vùng bờ Đông cùng các chuyến đi đến vùng biển Caribe cho đến tháng 11, 1957, khi lại có một lượt phục vụ khác cùng Đệ Lục hạm đội.

### 1959 - 1971
Trong giai đoạn từ tháng 6, đến tháng 8, 1959, Requin trải qua đợt nâng cấp trong khuôn khổ Chương trình Ống hơi Hạm đội tại Xưởng hải quân Charleston ở South Carolina, bao gồm việc tháo dỡ các thiết bị radar, trang bị ống hơi và thiết kế lại cấu trúc thượng tầng có hình dạng suôn thẳng hơn. Con tàu được xếp lại lớp như một tàu ngầm tấn công và quay trở lại ký hiệu lườn cũ SS-481 từ ngày 15 tháng 8, 1959 rồi gia nhập trở lại Hải đội Tàu ngầm 6 tại Norfolk.
Requin tiếp tục hoạt động huấn luyện và thực hành thường lệ dọc theo vùng bờ Đông và vùng biển Caribe. Vào mùa Hè năm 1961, nó phục vụ như mục tiêu thực hành cho Đội đặc nhiệm Alpha được dẫn đầu bởi tàu sân bay USS Saratoga (CVA-60). Chiếc tàu ngầm đã thực hành tấn công Saratoga, tiếp cận ở độ sâu kính tiềm vọng rồi tung ra đợt tấn công ngư lôi mô phỏng vào chiếc tàu sân bay. Sau đó một máy bay trực thăng đã thà một ngư lôi chống ngầm thực hành xuống Requin. Từ tháng 1 đến tháng 5, 1964, nó có thêm một lượt phục vụ cùng Đệ Lục hạm đội tại Địa Trung Hải.
Cho đến năm 1968, Requin tiếp tục các hoạt động huấn luyện và thực hành thường lệ tại vùng bờ Đông trong thành phần Đệ Nhị hạm đội. Vào mùa Thu năm 1966, nó tham gia cuộc tập trận UNITAS VII, vốn đã đưa chiếc tàu ngầm vòng qua lục địa Nam Mỹ để thực hành cùng hải quân nhiều nước Nam Mỹ. Lượt phục vụ cuối cùng tại Địa Trung Hải cùng Đệ Lục hạm đội diễn ra từ ngày 4 tháng 4 đến ngày 27 tháng 7, 1967. Chuyến đi này thực hiện đúng vào lúc diễn ra cuộc Chiến tranh Sáu ngày, và đã xảy ra sự kiện tàu tình báo tín hiệu Hải quân Hoa Kỳ Liberty (AGTR-5) bị tấn công ngoài khơi bán đảo Sinai, Ai Cập vào ngày 8 tháng 6. Thủy thủ đoàn của Requin đã chuẩn bị sẵn sàng để đi đến bảo vệ cho Liberty, nhưng được chỉ thị từ Tư lệnh Đệ Lục hạm đội trồi lên mặt nước để hướng đến Crete.
Vào ngày 28 tháng 5, 1968, Requin rời Norfolk, Virginia trong một nỗ lực tìm kiếm chiếc tàu ngầm tấn công hạt nhân Scorpion (SSN-589) bị mất tích. Requin được xếp lại lớp như một tàu ngầm phụ trợ với ký hiệu lườn AGSS-481 từ ngày 29 tháng 6, 1968, rồi nó bắt đầu quá trình chuẩn bị ngừng hoạt động tại Căn cứ Hải quân Norfolk từ tháng 10, 1968. Sau khi được cho xuất biên chế vào ngày 3 tháng 12, 1968, con tàu được kéo đến St. Petersburg, Florida vào tháng 2, 1969 để phục vụ như tàu huấn luyện cố định cho Hải quân Dự bị Hoa Kỳ. Đến ngày 30 tháng 6, 1971, Requin được xếp lại lớp như một tàu ngầm tiện ích không phân loại với ký hiệu lườn IXSS-481, và cuối cùng được rút tên khỏi danh sách Đăng bạ Hải quân Hoa Kỳ vào ngày 20 tháng 12, 1971.

## Tàu bảo tàng

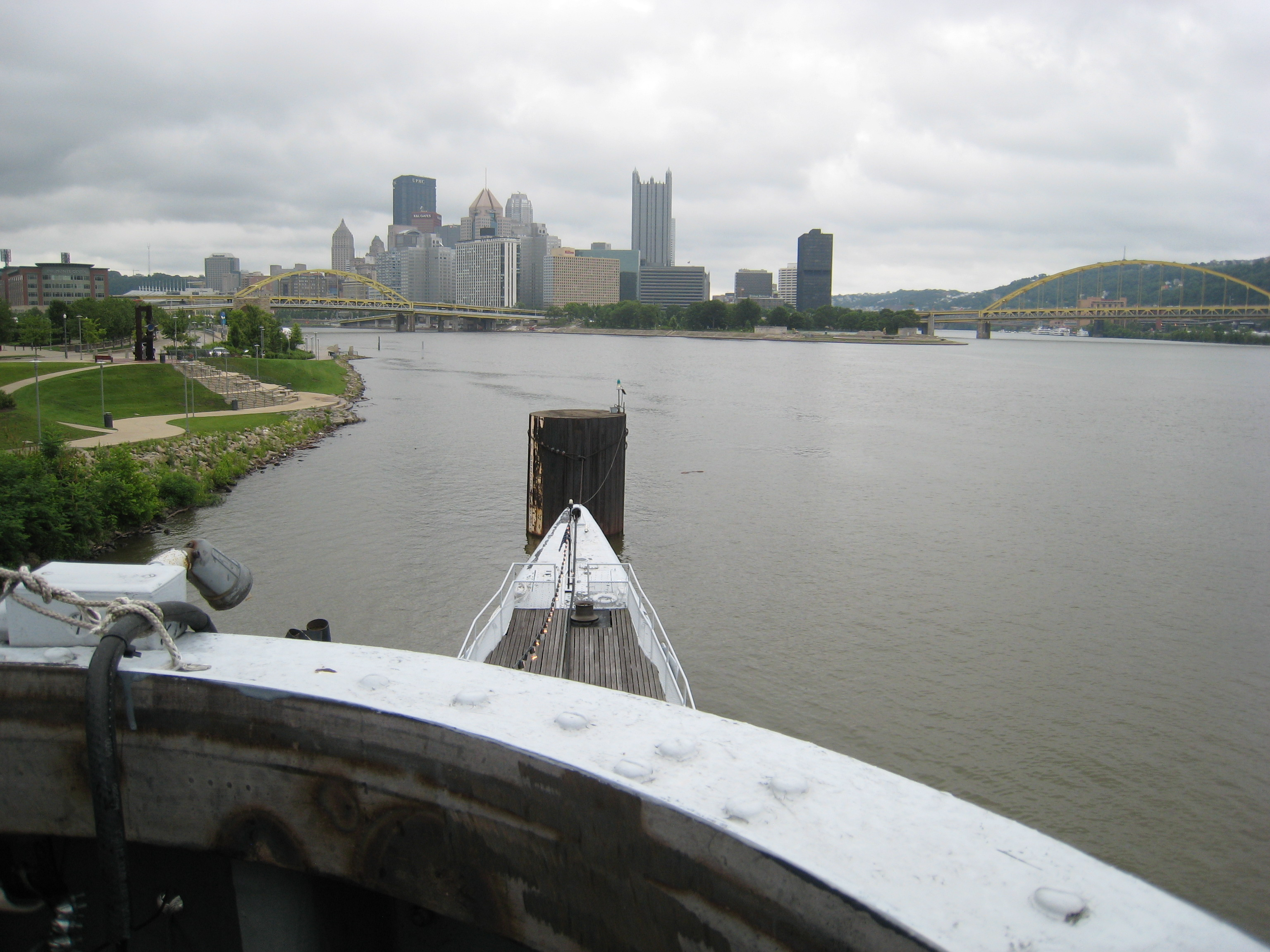
Pittsburgh nhìn từ cấu trúc thượng tầng của USS Requin

Vào ngày 17 tháng 6, 1972, Requin được chuyển cho một quỹ phi lợi nhuận tại Tampa, Florida, và neo đậu trên sông Hillsborough gần Curtis Hixon Hall và Bảo tàng Nghệ thuật Tampa đối diện Đại học Tampa, và là địa điểm thu hút khách du lịch. Con tàu duy trì vai trò này cho đến năm 1986, khi quỹ phi lợi nhuận gặp khó khăn về tài chính và không đủ ngân quỹ cho việc bảo trì con tàu. Requin hầu như bị bỏ không trong suốt bốn năm tiếp theo, ngoại trừ được mở cửa một thời gian ngắn trong năm 1988.
Đến ngày 21 tháng 2, 1990, Requin được quyết định sẽ chuyển sang trưng bày tại Trung tâm Khoa học Carnegie ở Pittsburgh, Pennsylvania. Vào ngày 24 tháng 5, con tàu được kéo đến ụ nổi thuộc International Ship Repair tại Tampa để sửa chữa lườn tàu, chuẩn bị cho việc kéo đến Pittsburgh. Sau khi tiếp tục được sửa chữa tại Xưởng tàu Tampa, nó rời Tampa vào ngày 7 tháng 8, được kéo đến Baton Rouge, Louisiana, nơi nó được chất lên bốn chiếc sà lan vào ngày 11 tháng 8 cho chuyến đi dọc theo sông Mississippi và sông Ohio để đến Pittsburgh, đi đến Trung tâm Khoa học Carnegie vào ngày 4 tháng 9. Vào ngày 20 tháng 10, 1990, Requin chính thức trở thành một đài tưởng niệm và một tàu bảo tàng, được mở lại cho công chúng tham quan.
Vị trí của Bảo tàng Requin hiện đang ở tọa độ 40°26′42″B 80°01′7″T / 40,445°B 80,01861°T.

## Phần thưởng
|  |  |  |
|  |  |  |

| Dãi băng Hoạt động Tác chiến         | Dãi băng Hoạt động Tác chiến            | Huân chương Chiến dịch Châu Á-Thái Bình Dương | Huân chương Chiến dịch Châu Á-Thái Bình Dương |
| Huân chương Chiến thắng Thế Chiến II | Huân chương Phục vụ Chiếm đóng Hải quân | Huân chương Phục vụ Chiếm đóng Hải quân       | Huân chương Phục vụ Phòng vệ Quốc gia         |